# 東方社
東方社（とうほうしゃ）は日本の出版社。
1. 1942年から1945年まで対外宣伝誌『FRONT』を発行した陸軍参謀本部の直属出版社。本項で詳述。
2. 1947年から1969年まで活動した出版社。金達寿『中山道』などを出版。代表は大野泰子、石渡須磨子。大衆小説を数多く出版した。

## 略史

### 源流・中央工房と国際報道写真協会
- 1934年、日本工房（名取洋之助によって1933年に設立）から脱退したメンバー、木村伊兵衛、伊奈信男、原弘、岡田桑三らによって、中央工房を設立。同年、三浦直介を会長とする国際報道写真協会が対外的に写真を紹介していく体制をつくり、中央工房は、東方社と発展していった[1]。

### 東方社設立と『FRONT』の発行
- 1941年春、東方社設立。初代理事長・岡田桑三。岡田の子息である岡田一男によれば、東方社の資本金は岡田が俳優“山内光”として在籍していた松竹の退職金や、財閥から集めた金だったという[1]。当時の所在地は、東京市小石川区金富町四七番地。理事には林達夫、岡正雄、岩村忍、小幡操。常務理事に鈴木清。監事杉原二郎。
- 写真部門
  - 1941年、木村伊兵衛が写真部責任者に就任。濱谷浩や菊池俊吉が写真部に入社。
- 美術部門
  - 1941年、原弘が東方社美術部長に就任。
- 1942年2月、最初の『FRONT』発行。
- 1943年3月、林達夫が二代目理事長となる。

### 東方社解散
- 1945年の解散時、岡田の私有財産である小石川区金富町の土地なども無断で処分された[1]。木村伊兵衛とともに、雑誌『光画』を刊行していた写真家・野島康三が経営する写真館と賃貸アパートを兼ねた九段の「野々宮ビル」が解散時の東方社の所在地。

### 旧スタッフによる原爆記録映画スティール撮影
- 1945年9月、文部省学術研究会議に原子爆弾災害調査研究特別委員会が設置され、学術調査団が結成された。学術調査団を補助して記録映画の撮影を担当する日本映画社は、スティール写真の撮影のために、旧東方社から数名のスティールカメラマンを確保した。旧東方社は、記録映画チームの医学班に菊池俊吉、物理班に林重男、助手として田子恒男を派遣した[2]。

### 旧スタッフによる文化社発足
- 1946年4月25日付で、旧東方社の山室太柁雄らが中心となって発足した文化社から、木村伊兵衛、菊池俊吉らの写真集『東京一九四五年・秋』[3]刊行。同年12月25日付で、「働く人のグラフ」「民衆のグラフ」とのキャッチフレーズによるグラフ雑誌『マッセズ』[4][5][6]を発行。
- 1947年8月、広島県観光協会が海外からの観光客を誘致するための英語版写真集 『LIVING HIROSHIMA (PDF) 』（1949年5月刊行）を計画した。そのスタッフの一員として、文化社の菊池俊吉が広島を訪れる[2]。

## 関連人物
- 山川幸世